# 투구새우속
투구새우속은 투구새우과의 한 속이다. 속명 트리옵스(영어: Triops)란, 그리스어로 '3개의 눈'이라는 뜻이다. 투구게와 형태가 유사하며 주로 물웅덩이나 논에서 서식한다. 부식물을 먹는다. 투구새우속 종은 생존력이 높은 편이고, 키우는 조건이 까다롭지 않기 때문에 사육용으로도 판매된다.

## 특징
과거 고생대 및 중생대에 살았다고 여겨졌지만, 해당 화석들은 모두 투구새우속의 것이 아니라고 재분류되었으며, 기록상 가장 이른 투구새우속의 화석은 신생대 마이오세의 일본에서 발견된 화석이다.
안점

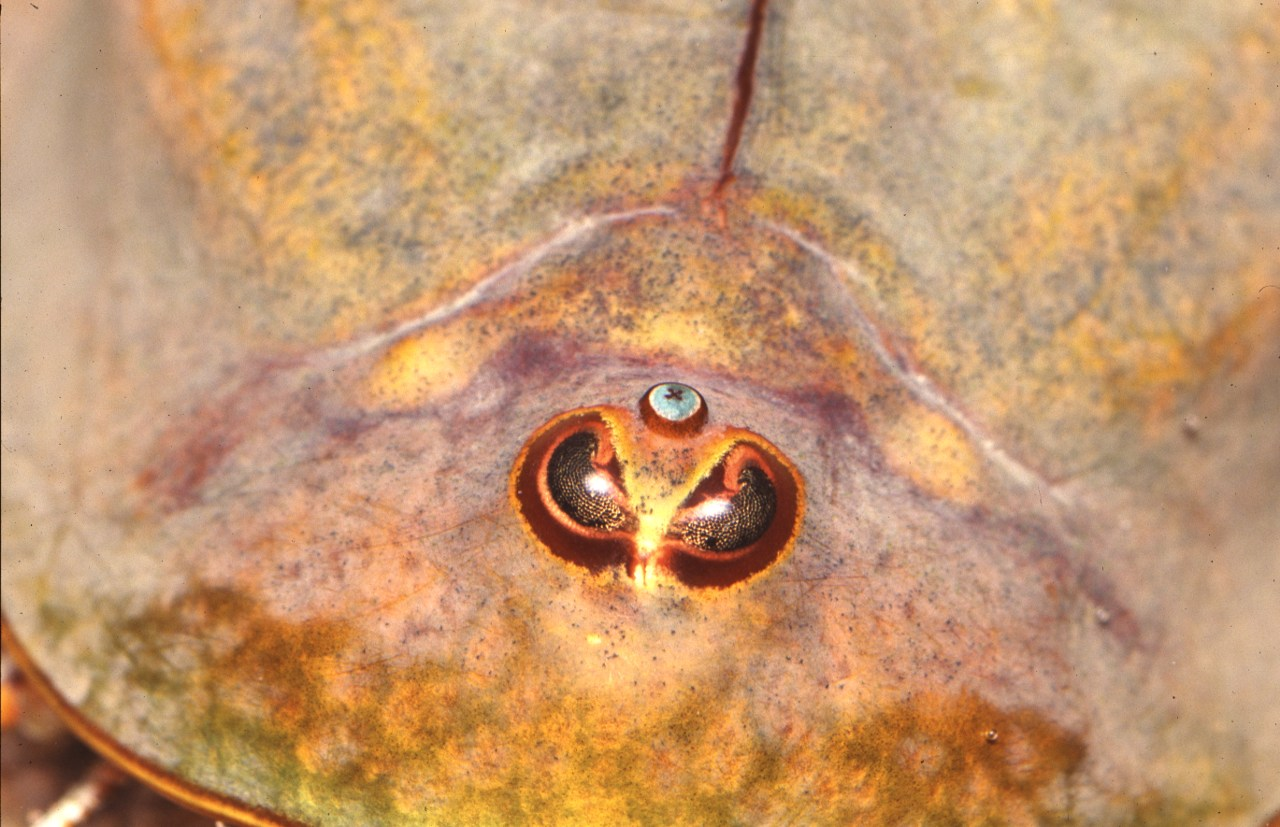
투구새우의 눈과 안점

"트리옵스"는 그리스어로 '3개의 눈'이란 뜻으로, 갑각 위에 있는 3개의 눈에서 나온 이름이다. 그러나 실제로 눈 역할을 하는 것은 가장자리의 두개의 눈이고 그 사이에 있는 것은 안점(Ocellus)으로서 단순히 빛을 감지하는 기관이다. 안점의 기능은 투구새우에게 방향성을 부여하는 것이다. 햇빛은 위에서 아래로 내리쬐기 때문에 배면이 위를 향할 경우 안점을 통해 빛을 감지하지 못한다. 반대로 배면이 아래를 향할 경우 안점을 통해 햇빛을 감지할 수 있다. 따라서, 빛을 감지하지 못할 경우 자신의 몸이 뒤집어졌다는 것을 알게 된다.
부화
투구새우류는 우기에 생긴 웅덩이에 단기간에 왕성하게 번식하는 생태를 가지므로, 우기때 발생하여 생존에 적절한 조건이 되기 전까지 알상태로 지내게 된다. 적절한 조건이란 물이 존재하고, 햇빛이 있으며 온도가 22-30˚C정도이고 물에 유기물질이 별로 없어야한다. 여기에는 생존을 위한 여러 가지 특징이 숨어있다.
- 물 조건 : 물에서 살기 때문에 물은 투구새우류의 생존에 있어서 가장 필수적인 조건이다. 그러나 단지 물이라는 조건만 만족해야 알이 부화하는 것이 아니다. 미네랄이 많이 함유된 물에서는 투구새우가 거의 부화하지 않는다. 이는 유생의 생존과 관련되어 있다. 투구새우류의 유생은 매우 연약하기 때문에 포식자의 표적이되기 쉽다. 미네랄이 많은 물은 다른 생명체들이 살아가는데 좋은 조건이란 뜻이고 이는 포식자가 존재할 가능성이 높다는 뜻이다. 따라서, 미네랄이 많이 함유된 물에서는 잘 부화되지 않고 알상태로 있으며 빗물이 고여 생긴 웅덩이같이 미네랄이 거의 함유되지 않은 물에서 잘 부화한다. 이러한 조건에서는 포식자가 있을 확률이 낮기 때문이다.

- 햇빛 조건 : 투구새우류의 경우 동족을 잡아먹는 성질이 강하게 나타나기 때문에 동족 또한 포식자가 된다. 투구새우류는 흙속에 알을 낳는데 물 조건이 만족된 상태에서 유생이 부화할 경우 다른 개체의 먹이가 된다. 햇빛 조건은 이러한 것에 대해 생존력을 높여주는 조건이다. 투구새우가 흙속에 알을 낳으면 물 조건이 충족되어도 트리옵스는 부화하지 않는다. 다른 성장한 투구새우가 있는 상태에서는 알 상태가 생존에 유리하기 때문이다. 우기가 지나고 건기가와서 물이 사라지면 알이 건조한 상태가 되어 건기를 지나게 된다. 다시 우기가되면 물이 흘러들어오게 되고 마른 알은 물 표면으로 떠오르게 되는데 물 표면에서 햇빛을 받게 되면 햇빛 조건이 만족되며, 알의 바깥층이 다시 물에 젖으면서 가라앉고 부화가 일어난다. 따라서 이러한 조건에서는 동족 포식자가 없어 생존에 유리한 조건을 갖게 된다.

- 온도 조건 : 15-30˚C에서 생존에 적정하다. 따라서, 알은 22-30˚C정도의 조건이 아닌 경우 다른 조건이 만족되어도 잘 부화하지 않는다.

- 시간 조건 : 투구새우류는 위의 조건이 만족되면 48-96시간 정도의 시간이 흐르면 부화하게 되는데, 이 때가 지나면 죽지 않은 알이라 할지라도 부화하지 않는다. 그 이유는 동족포식성 때문이다. 먼저 성장한 투구새우는 강한 포식성을 갖게 되고 동족 또한 먹이로 삼는다. 나중에 부화한 개체의 경우 성장을 따라가지 못하고 동족에게 포식될 가능성이 높아지는데 이 경우 알상태로 웅덩이 바닥에 있고 다음 우기때를 기회로 삼는 것이 유리하다. 따라서, 위의 세 조건이 만족되었어도 48-96시간의 기간이 지나도 부화하지 않은 알은 알상태로 있게 된다.

## 종
- Triops australiensis (Spencer & Hall, 1895)
- Triops baeticus Korn, 2010
- 유럽투구새우(Triops cancriformis (Bosc, 1801))
- Triops emeritensis Korn & Pérez-Bote, 2010
- Triops gadensis Korn & García-de-Lomas, 2010
- Triops granarius (Lucas, 1864)
- 긴꼬리투구새우(Triops longicaudatus (LeConte, 1846))
- Triops mauritanicus Ghigi, 1921
- Triops newberryi Thomas, 1921
- Triops vicentinus Korn, Machado, Cristo & Cancela da Fonseca, 2010

## 같이 보기
- 투구새우
- 삼엽충